# Volksmarine
Volksmarine (Marina del Popolo) era la denominazione ufficiale della componente marittima della Nationale Volksarmee, le forze armate della Repubblica Democratica Tedesca. Costituita nel novembre 1960, venne ufficialmente sciolta il 2 ottobre 1990, il giorno prima della riunificazione tedesca.

## Storia
Dopo la fine della seconda guerra mondiale, e con l'inizio della guerra fredda, l'Unione Sovietica iniziò un programma di riequipaggiamento dello stato satellite della Germania Est. Tale programma comprendeva, ovviamente, la formazione di una forza navale.

All'inizio del 1950, gli ufficiali sovietici aiutarono le autorità locali a costituire la Hauptverwaltung Seepolizei (Amministrazione Centrale della Polizia Marittima), che il 1º luglio 1952 fu rinominata Volkspolizei-See (Polizia del Popolo - Mare), anche abbreviata con la sigla VP-See. Contemporaneamente, parti della vecchia polizia marittima furono riorganizzate nella nuova Grenzpolizei-See (Polizia di Frontiera - Mare), che venne incorporata nella Deutsche Grenzpolizei (Polizia di Frontiera Tedesca) con lo scopo di controllare le frontiere marittime. L'anno successivo, secondo alcune stime, la VP-See aveva un organico di 8.000 uomini.

Il 1º marzo 1956, venne ufficialmente creata la Nationale Volksarmee (NVA). Quindi, la VP-See divenne la Verwaltung Seestreitkräfte der NVA (Amministrazione delle Forze Marittime dell'NVA), con un organico di circa 10.000 uomini. Nel novembre 1960, questa fu riorganizzata nella Volksmarine.

Negli anni successivi, la Volksmarine iniziò a ricevere un buon numero di unità navali. Queste erano in gran parte di costruzione nazionale, anche se alcune navi erano di costruzione sovietica (difesa costiera e motosiluranti) e polacca (navi ausiliarie). Per quanto riguarda la componente aerea, questa era invece di origine interamente sovietica.

In seguito alla costruzione del muro di Berlino, la Grenzbrigade Küste der Grenzpolizei (Brigata di Guardia Costiera della Polizia di Frontiera) fu incorporata nella Volksmarine.

Con la riorganizzazione del 1965, tutte le forze di attacco (come le motosiluranti o le navi veloci) furono incorporate in una singola flottiglia (6. Flottille), e poste sulla penisola del Bug dell'isola di Rügen. Negli anni settanta, l'organico raggiunse i 18.000 uomini, e negli anni ottanta alcune delle navi più vecchie furono sostituite. Inoltre, si decise di acquistare anche alcuni cacciabombardieri di costruzione sovietica.

Nel 1988, la Volksmarine ebbe un confronto ostile con le forze navali polacche a causa di una disputa riguardante i confini marittimi. La disputa si risolse grazie a dei negoziati, che assegnarono i due terzi dell'area contesa alla DDR.

La Volksmarine venne sciolta il 2 ottobre 1990, insieme alle altre branche della Nationale Volksarmee. Per quanto riguarda il personale, parte fu assorbito dalla Bundesmarine (che divenne quindi Deutsche Marine), altri nella Polizia di Frontiera Tedesca. Gran parte delle navi venne venduta o demolita.

## Ambito operativo
La Volksmarine, dal punto di vista operativo, era incorporata nelle Flotte Unite del Mar Baltico del Patto di Varsavia. La sua zona di operazioni era limitata, appunto, al Mar Baltico. In particolare, il suo compito era quello di sorvegliarne l'ingresso, oltre che di tenere aperte le linee di comunicazione per le forze sovietiche e di partecipare ad azioni offensive contro le coste delle nazioni ostili in caso di guerra. Per svolgere queste attività, la Volksmarine era equipaggiata con una forza sostanzialmente "leggera", composta da navi antisommergibile, navi da assalto veloci, dragamine e navi da sbarco. Durante la guerra fredda, svolse principalmente attività di pattugliamento.

Un ruolo particolare ricopriva la 6ª Brigata Costiera. Questa aveva infatti la responsabilità di impedire la fuga via mare di cittadini della DDR, o comunque l'uscita dal Paese di tutti coloro che non avessero un permesso ufficiale. Il 1º novembre 1961, questa unità fu inquadrata nella marina. Era equipaggiata con numerose piccole imbarcazioni da pattugliamento e sorveglianza, che incrociavano nei pressi delle coste.

## Organizzazione

### Catena di comando
La Marina Popolare (1985) era organizzata su tre flottiglie (Flottilla) ed una brigata costiera. Inoltre, erano presenti anche numerosi reparti minori.
- 1. Flottilla, a Peenemünde
- 4. Flottilla, a Rostock-Warnemünde
- 6. Flottilla, a Dranske-isola di Rügen
- 6. Grenzbrigade Küste (Brigata Costiera di Confine), a Rostock

Altri Reparti:
- TTK-18 (Torpedo Technische Kompanie, Compagnia Tecnica Siluri), a Sassnitz
- MHG-18 (Marinehubschraubergeschwader, Stormo Elicotteri della Marina MHG-18), a Parow
- MGF-28 ( Marinefliegergeschwader, Stormo Aereo della Marina) a Laage
- MPiB-18 (Marine-Pionierbataillon, Battaglione Genio Pionieri della Marina), a Sassnitz
- KSK-18 (Kampfschwimmerkommando, Commando Sommozzatori), a Kühlungsborn
- NR-18 (Nachrichtenregiment, Reggimento Comunicazioni) a Bad Sülze
- KRR-18 (Küstenraketenregiment, Reggimento Missilistico Costiero), a Schwarzenpfost
- KVR-18 (Küstenverteidigungsregiment, Reggimento di Difesa Costiero), a Rostock
- PRK-18 (Marine-Propagandakompanie, Compagnia Propaganda Navale), a Rostock-Warnemünde
- SHD (Seehydrographischen Dienst der DDR, Servizio Marittimo Idrografico della DDR), a Rostock
- Deposito Rifornimenti della Marina, Deposito Munizioni Centrale, Compagnia di Sicurezza

Scuole:
- Scuola navale "Walter Steffens" a Parow (sottufficiali e marinai)
- Accademia ufficiali "Karl Liebknecht" a Stralsund (scuola ufficiali)
- Scuola sottufficiali per servizi di supporto a Dänholm (addestramento tecnico per sottufficiali)

### Comandanti
In circa 34 anni di vita (di cui 30 come Volksmarine), la componente navale delle forze armate della Germania Est ebbe sei comandanti. Uno di questi, Wilhelm Ehm, ricoprì l'incarico per due volte (la seconda per 24 anni).

Bandiera del comandante della Volksmarine

| Grado           | Nome             | Durata incarico                     |
| --------------- | ---------------- | ----------------------------------- |
| Contrammiraglio | Felix Scheffler  | 1º marzo 1956 – 31 dicembre 1956    |
| Viceammiraglio  | Waldemar Verner  | 1º gennaio 1957 – 31 luglio 1959    |
| Contrammiraglio | Wilhelm Ehm      | 1º agosto 1959 – 31 luglio 1961     |
| Contrammiraglio | Heinz Neukirchen | 1º agosto 1961 – 24 febbraio 1963   |
| Viceammiraglio  | Wilhelm Ehm      | 25 febbraio 1963 – 30 novembre 1987 |
| Viceammiraglio  | Theodor Hoffmann | 1º dicembre 1987 – 17 novembre 1989 |
| Viceammiraglio  | Hendrik Born     | 11 dicembre 1989 – 2 ottobre 1990   |

### Gradi
| Ufficiali di bandiera della Volksmarine  | Ufficiali di bandiera della Volksmarine | Ufficiali di bandiera della Volksmarine | Ufficiali di bandiera della Volksmarine |
| Flottenadmiral (ammiraglio della flotta) | Admiral (ammiraglio)                    | Vizeadmiral (viceammiraglio)            | Konteradmiral (contrammiraglio)         |
| ---------------------------------------- | --------------------------------------- | --------------------------------------- | --------------------------------------- |
|                                          |                                         |                                         |                                         |

| Ufficiali della Volksmarine            | Ufficiali della Volksmarine           | Ufficiali della Volksmarine | Ufficiali della Volksmarine        | Ufficiali della Volksmarine  | Ufficiali della Volksmarine | Ufficiali della Volksmarine  |
| Kapitän zur See (capitano di vascello) | Fregattenkapitän (tenente colonnello) | Korvettenkapitän (maggiore) | Kapitänleutnant (Capitano tenente) | Oberleutnant (primo tenente) | Leutnant (tenente)          | Unterleutnant (sottotenente) |
| -------------------------------------- | ------------------------------------- | --------------------------- | ---------------------------------- | ---------------------------- | --------------------------- | ---------------------------- |
|                                        |                                       |                             |                                    |                              |                             |                              |

| Marescialli della Volksmarine        | Marescialli della Volksmarine | Marescialli della Volksmarine | Marescialli della Volksmarine | Allievi marescialli della Volksmarine            | Allievi marescialli della Volksmarine            |
| Stabsoberfähnrich (alfiere maggiore) | Stabsfähnrich (alfiere capo)  | Oberfähnrich (1º alfiere)     | Fähnrich (alfiere)            | Fähnrichschüler 2. Studienjahr (Allievo 2º anno) | Fähnrichschüler 1. Studienjahr (Allievo 1º anno) |
| ------------------------------------ | ----------------------------- | ----------------------------- | ----------------------------- | ------------------------------------------------ | ------------------------------------------------ |
|                                      |                               |                               |                               |                                                  |                                                  |

| Sottufficiali e comuni della Volksmarine | Sottufficiali e comuni della Volksmarine | Sottufficiali e comuni della Volksmarine | Sottufficiali e comuni della Volksmarine | Sottufficiali e comuni della Volksmarine | Sottufficiali e comuni della Volksmarine | Sottufficiali e comuni della Volksmarine | Sottufficiali e comuni della Volksmarine |
| Stabsobermeister                         | Obermeister                              | Meister                                  | Obermaat                                 | Maat                                     | Stabsmatrose                             | Obermatrose                              | Matrose                                  |
| ---------------------------------------- | ---------------------------------------- | ---------------------------------------- | ---------------------------------------- | ---------------------------------------- | ---------------------------------------- | ---------------------------------------- | ---------------------------------------- |
|                                          |                                          |                                          |                                          |                                          |                                          |                                          |                                          |